# Banditer (TV-serie)
Banditer (originaltitel: Bandidos) är en amerikansk-mexikansk kriminal- och actionserie vars första säsong hade premiär den 13 mars 2024 på strömningstjänsten Netflix. Första säsongen består av sju avsnitt.

## Handling
Serien kretsar kring ett gäng tjuvarna som letar efter en skatt i Maya Riviera.

## Rollista (i urval)
- Ester Expósito
- Alfonso Dosal
- Mabel Cadena